# Нико, Жан
Жан Вильман Нико (фр. Jean Nicot; 1530 — 4 мая 1604, Париж, Франция) — французский дипломат и учёный, который первым познакомил французов с табаком. В его честь названо химическое вещество никотин.

## Биография
Родился в городе Ним на юге Франции в семье нотариуса. Получил образование в Тулузе, а затем — в Париже.
Был послом Франции в Лиссабоне с 1559 по 1561 годы. Миссия Нико в Португалии заключалась в организации женитьбы шестилетней принцессы Маргариты де Валуа и пятилетнего короля Себастьяна Португальского, однако этот проект так и не был реализован.
Нико составил один из первых словарей французского языка («Thresor de la langue francoyse tant ancienne que moderne»), который увидел свет уже после его смерти, в 1606 году.

## Ввоз табака во Францию
По возвращении из Португалии Нико купил табачные плантации и первым привёз табак во Францию. В 1560 году Нико ввёл в употребление при французском дворе нюхательный табак, предварительно описав его как лекарственное средство. Постоянным покупателем табака стала королева-мать Екатерина Медичи. Кроме того, табак понравился великому магистру мальтийского ордена, который способствовал его распространению среди своей братии. Всё это привело к тому, что большое количество парижан стало потребителями табака.
Имя Нико стало широко известно. Растение было названо Линнеем в честь Нико — Nicotiana. Позже «никотином» стали называть вещество-алкалоид, выделенный из листьев табака.